# ГЕС Ребентазон
ГЕС Ребентазон — гідроелектростанція в центральній частині Коста-Рики, за пів сотні кілометрів на схід від столиці країни Сан-Хосе. Розташована після ГЕС Торіто і становить нижній ступінь каскаду на річці Ребентазон, яка бере початок біля міста Картаго та тече до впадіння праворуч в річку Парісміна, котра сама невдовзі закінчується на узбережжі Карибського моря.

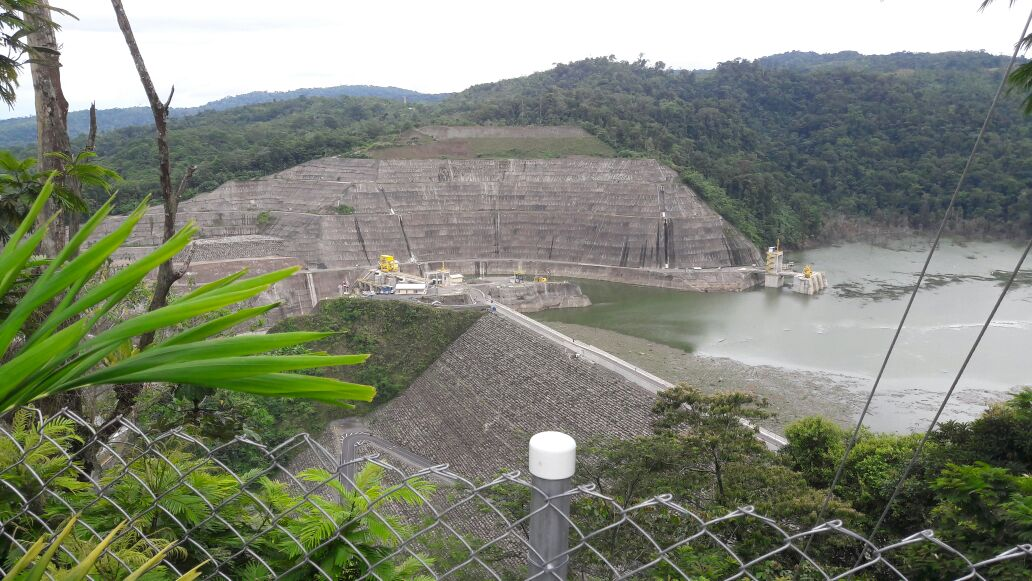
Гребля станції

Ребентазон дренує східну частину міжгірської депресії, відомої як Центральні рівнини, з якої проривається до моря через Кордильєру-Сентраль. Практично на виході з останньої звели греблю Ребентазон, котра є найбільшою в країні станом на другу половину 2010-х років. Ця кам'яно-накидна споруда з бетонним облицюванням має висоту 130 метрів, довжину 540 метрів та ширину по гребеню 9 метрів. Вона потребувала 9 млн м3 матеріалу та утримує витягнуте по долині річки на 8 км водосховище з площею поверхні 7 км2 та об'ємом 300 млн м3 (корисний об'єм 118 млн м3). Перед зведенням греблі річку відвели за допомогою двох розташованих на лівому березі тунелів довжиною по 0,7 км з діаметром 14 метрів, які після введення станції в експлуатацію виконують функцію нижніх водоскидів.

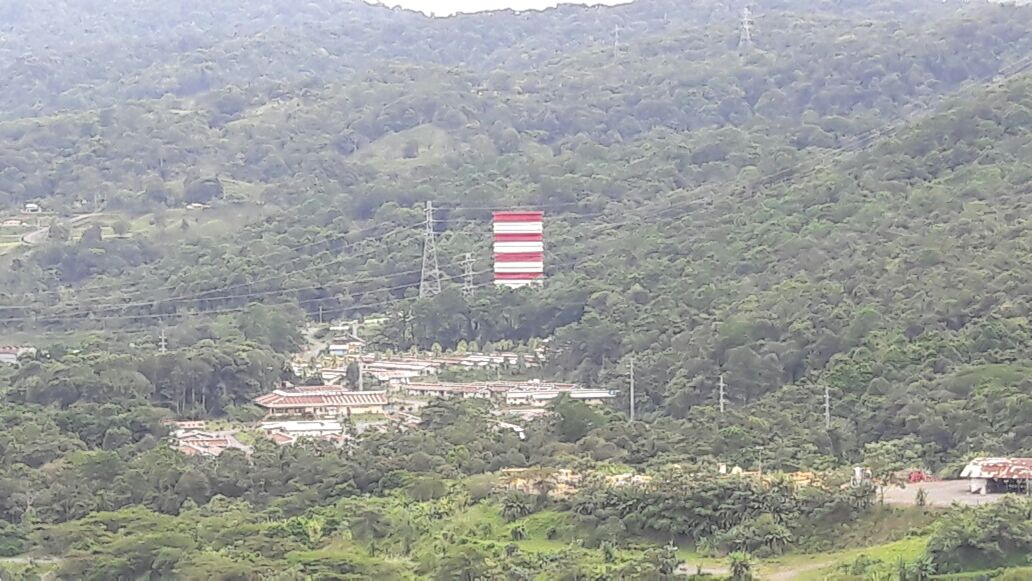
Запобіжний балансувальний резервуар

Зі сховища через правобережний масив Ребентазон прокладено головний дериваційний тунель довжиною 1,7 км з діаметром 9,4 метра. При цьому біля водозабірної споруди, через яку до нього подається ресурс, облаштовано ще один спеціальний тунель довжиною 0,6 км з великою (500 м3/сек) пропускною здатністю, призначений для промивання завантажувальної зони від осаду зі скиданням останнього до річки. На завершальному етапі головний тунель сполучений із запобіжним балансувальним резервуаром висотою 52 метри з діаметром 27 метрів. Безпосередньо до машинного залу ресурс прямує через прокладений по схилу гори напірний водовід довжиною 0,9 км зі спадаючим діаметром від 8,6 до 8,2 метра.
Основне обладнання станції становлять чотири три турбіни типу Френсіс потужністю по 73 МВт, які працюють при напорі у 133,4 метра. Крім того, для підтримки природної течії річки в неї біля греблі випускають певну частину води через ще одну турбіну того ж типу потужністю 13,5 МВт. Всього комплекс повинен забезпечувати виробництво біля 1,5 млрд кВт-год електроенергії на рік.
Відпрацьована вода повертається до Ребентазон по чотирьом відвідним каналам довжиною по три десятки метрів, зі змінною шириною від 10 до 12 метрів.
Видача продукції відбувається по ЛЕП, розрахованій на роботу під напругою 230 кВ.
Можливо відзначити, що існують плани спорудження між станціями Торіто та Ребентазон ще однієї ГЕС Izarco.